# Kai Hiwatari
Kai Hiwatari (火渡カイ Hiwatari Kai) er en fiktiv person i anime-serien Beyblade.
Han er en stille person, men når han siger noget ved han præcis hvad og hvornår han skal sige det. Han er holdkaptajn for Bladebreakers. Han er en rå fyr og meget stærk når det gælder beyblading. Hans bit-beast er Dranzer, en rød fønix, og har elementet ild. Han ved hvornår hans venner behøver støtte, specielt når det gælder Ray.
Selvom han er meget indadvendt igennem serien, bliver han langsomt mere åben over for sine venner og bliver mere tryg omkring dem. I begyndelsen af 2. sæson er Tyson's klassekammerat Hilary lidt forelsket i ham.
Hans kendetegn er (1. og 3. sæson) et hvidt halstørklæde og 2 blå "haj-tænder" på hver side af kinderne, da han i starten af 1. sæson var holdkaptajn for Bladesharks.
| Anime- eller mangafigur | Spire Denne artikel om en anime- og/eller mangafigur er en spire som bør udbygges. Du er velkommen til at hjælpe Wikipedia ved at udvide den. |